# Hypostomus waiampi
Hypostomus waiampi es una especie de peces de la familia Loricariidae en el orden de los Siluriformes.

## Morfología
Los machos pueden llegar alcanzar los 19,4 cm de longitud total.

## Distribución geográfica
Se encuentran en Sudamérica: río Cupixi (Amapá, Brasil ).